# سكوت أ. موري
سكوت أ. موري مواليد 1941 (بالإنجليزية: Scott A. Mori)‏ هو عالم نبات أمريكي.